# Askanischer Hof

Hotel Askanischer Hof in Berlin, um 1910

Der Askanische Hof befand sich zwischen dem Potsdamer und dem Anhalter Bahnhof

Das Hotel Askanischer Hof (auch Ascanischer Hof geschrieben) war in der wilhelminischen Epoche und in den ersten Jahren der Weimarer Republik ein bekanntes Hotel in der deutschen Reichshauptstadt Berlin, in dem sich auch der Schriftsteller Franz Kafka mehrfach aufhielt. Das Hotel wurde 1878 eingerichtet und 1923 geschlossen.

## Lage zwischen wichtigen Bahnhöfen
Das Hotel Askanischer Hof befand sich auf der südwestlichen Seite in der Königgrätzer Straße (damalige Nr. 21, heute: Stresemannstraße 111), unweit des Askanischen Platzes, der an das Geschlecht der Askanier aus dem Hause Anhalt erinnert. Die lange Königgrätzer Straße verband den Potsdamer Platz mit dem Halleschen Ufer in der Nähe des damaligen Belle-Alliance-Platzes (heute: Mehringplatz). Das Hotel Askanischer Hof lag etwas nördlich der Mitte zwischen den beiden wichtigen Bahnhöfen, die Berlin mit dem Süden Deutschlands und Europas verbanden, dem Potsdamer Bahnhof und dem Anhalter Bahnhof (vgl. Karte). Der genaue Standort des Hotels befand sich in der Häuserreihe zwischen den Einmündungen der Dessauer und der Köthener Straße. Schräg gegenüber vom Hotel Askanischer Hof befand sich an der Einmündung der Verlängerten Zimmerstraße (später: Prinz-Albrecht-Straße, heute: Niederkirchnerstraße) in die Königgrätzer Straße das Ethnologische Museum.

## Umbau zum Hotel
Die Gegend zwischen dem Potsdamer und dem Anhalter Bahnhof erfuhr zu Beginn der 1880er Jahre eine rasante Entwicklung, die durch die Einrichtung neuer Straßenverbindungen sowie zahlreiche Neubauten (Museen, Hotels, Privatbauten und Behörden) gekennzeichnet war.
Eigentümer des Grundstücks Königgrätzer Straße 21 war 1876 der Geheime Kommerzienrat Lachmann, der das Gebäude auf diesem Grundstück an eine größere Anzahl von Privatpersonen und kleine Gewerbetreibende vermietet hatte. 1877 ließ er das Haus für die Unterbringung eines Hotelbetriebs umbauen. Seit 1878 wird das Hotel Askanischer Hof im Berliner Straßenverzeichnis bereits mit der Adresse Königgrätzer Straße 21 angegeben. Erster Inhaber des Hotels war A. Trabert.

## Standard und Leistungen
Der Askanische Hof verfügte über 50 Zimmer mit 70 Betten, hatte ein eigenes Restaurant, Bäder und eine Gartenterrasse. Autofahrer konnten später ihr Gefährt in einer hoteleigenen Autohalle abstellen. Der Grieben-Reiseführer von 1920 rechnet das Hotel zwar zu den – im Vergleich mit den Grand-Hotels – weniger luxuriösen Herbergen, spricht ihm aber eine Empfehlung aus.
Nach den Preisen zu urteilen, die der Askanische Hof für seine Zimmer verlangte, gehörte er zu den teureren kleinen Hotels. Er muss seinen Gästen eine dementsprechend gehobene Unterkunft angeboten haben. Sowohl in der Prinz-Albrecht-Straße als auch in der Nähe der beiden genannten Bahnhöfe gab es etliche weitere Hotels, die um die Gunst der Reisenden warben.

## Franz Kafka und Felice Bauer

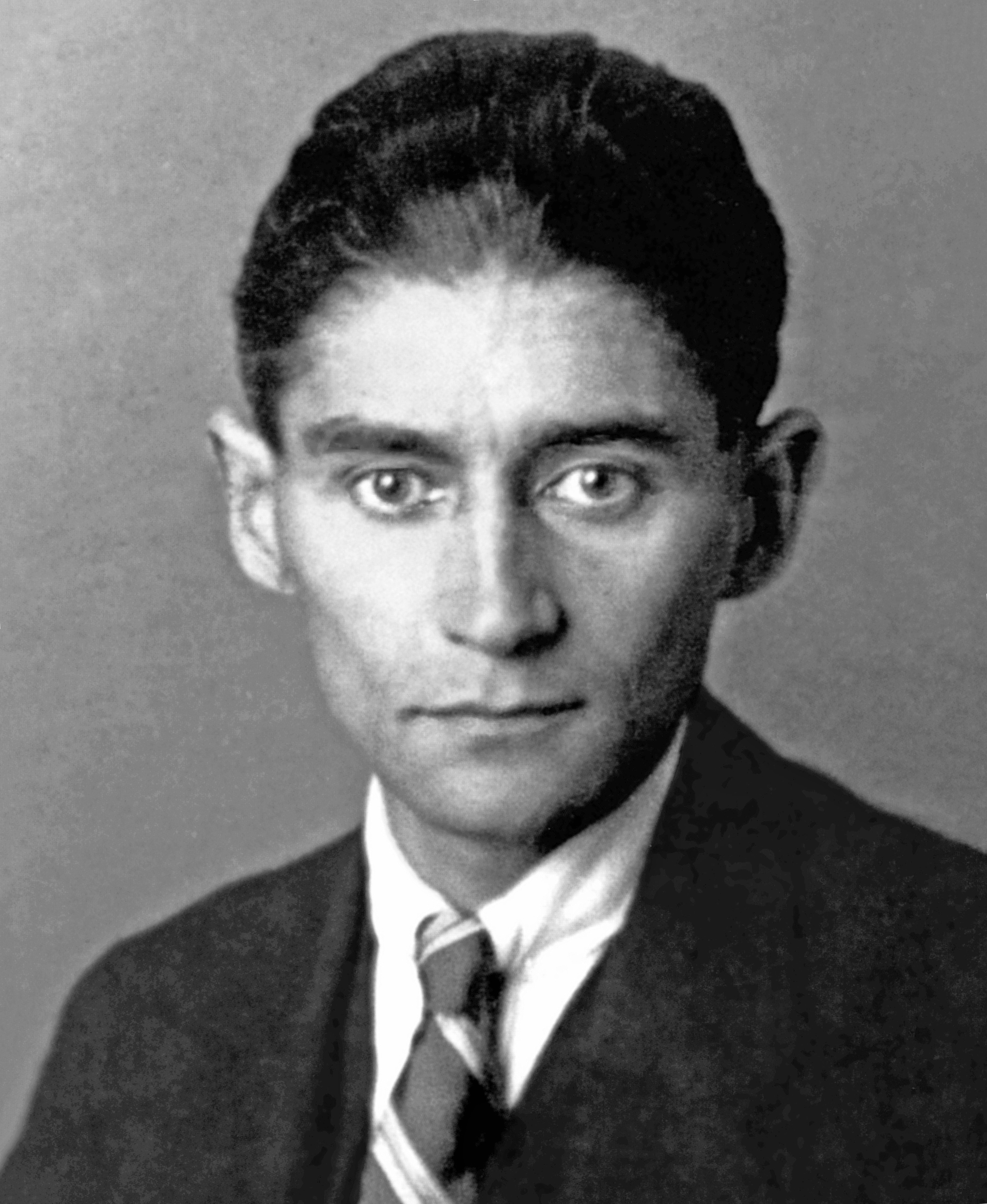
Franz Kafka

Der Prager Schriftsteller und Dichter Franz Kafka war mehrmals Gast im Hotel Askanischer Hof in Berlin. Am Ostersonntag des Jahres 1913 saß er bei trübem Wetter in einem der Zimmer der Herberge und wartete auf eine Nachricht seiner Freundin Felice Bauer. Als Felice schließlich in das Hotel kam, unternahmen beide von dort einen Ausflug in den Grunewald. Am 1. Juni 1914 erfolgte eine Verlobung, die allerdings nicht lange hielt. Denn schon am 12. Juli 1914 erlebte Kafka eine peinliche Szene im Hotel Askanischer Hof, als seine (erste) Verlobung mit Felice Bauer in den Räumen des Hotels in Anwesenheit von Felices Schwester Erna und ihrer Freundin Grete Bloch nach einem „Prozess“ wieder aufgelöst wurde.

## Schließung des Hotels
1923 wurde das Hotel von seinem damaligen Besitzer Zuelsdorf dauerhaft an verschiedene Gewerbebetriebe vermietet. Offensichtlich fand ein Hotelbetrieb, der für ein allgemeines Publikum offen war, von diesem Zeitpunkt ab nicht mehr statt. Seit 1924 wird das Hotel Askanischer Hof deshalb nicht mehr in der Hotelliste des Berliner Adressbuchs aufgeführt. 1931 übernahm eine Hausverwertungsgesellschaft das Gebäude und vermietete es weiterhin an verschiedene gewerbliche Parteien.

## Heutige Nutzung des Standorts

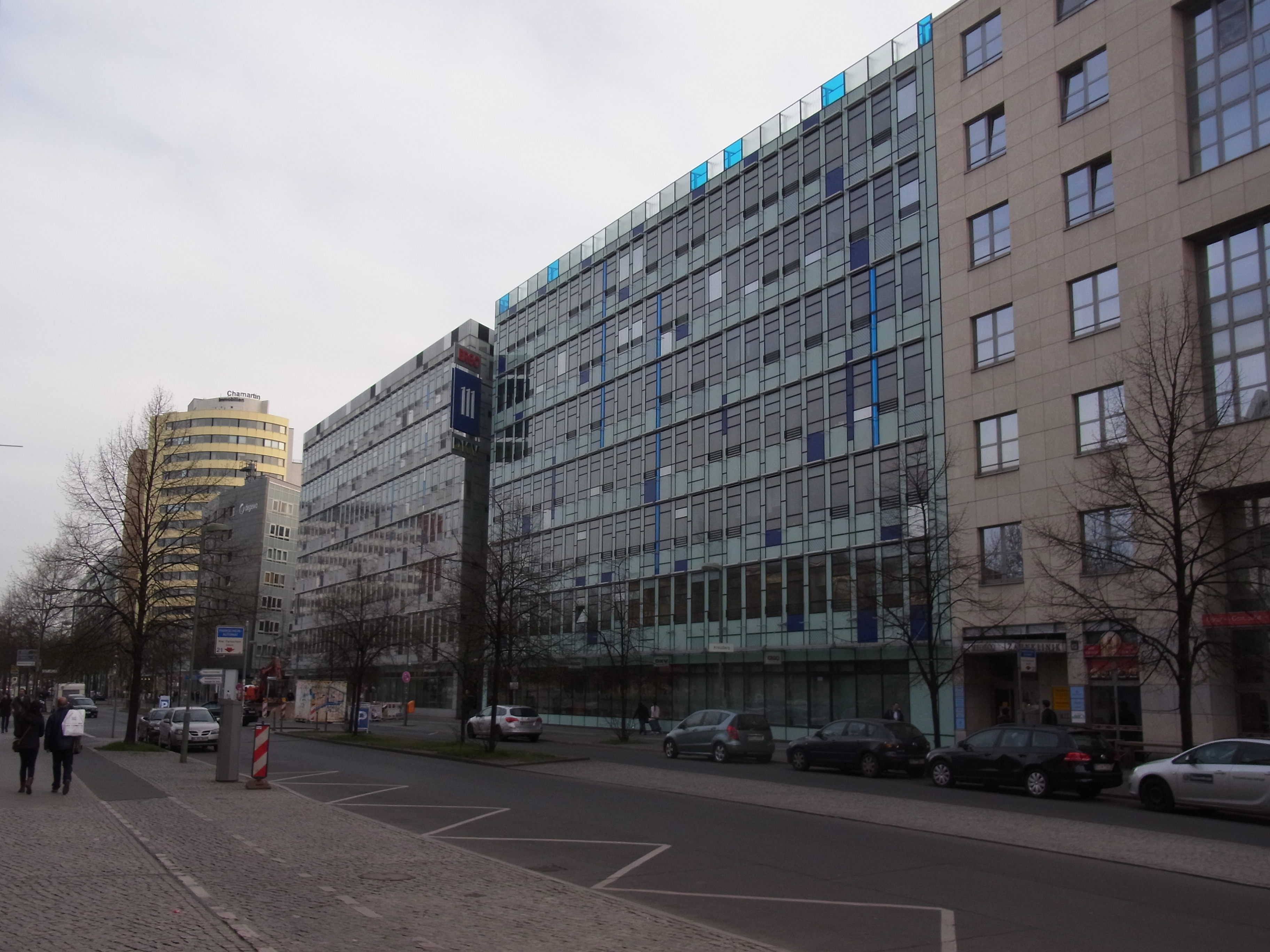
Am ehemaligen Standort des Hotels Askanischer Hof befindet sich heute in der Stresemannstraße 111 das Gebäude der Deutschen Krankenversicherung

Im Zweiten Weltkrieg wurde das Gebäude des ehemaligen Hotels Askanischer Hof durch alliierte Bombenangriffe zerstört. In der Stresemannstraße befindet sich an der Stelle, wo früher das Hotel Askanischer Hof stand, heute ein modernes Bürogebäude, das von der Deutschen Krankenversicherung genutzt wird.

## Ein Askanischer Hof an neuem Standort
Ein modernes Hotel, das sich den traditionsreichen Namen Askanischer Hof gegeben hat, bestand bis Juni 2015 am Kurfürstendamm 53 in Berlin-Charlottenburg.